# Savrola
Savrola: A Tale of the Revolution in Laurania est le seul roman écrit par Sir Winston Churchill. L'histoire se  déroule dans la capitale d'un pays imaginaire, la Lauranie, où une révolte contre le gouvernement dictatorial du président Antonio Molara dégénère en une révolution violente.
Churchill en a commencé l'écriture pendant la campagne du Makaland en août 1897. Le livre a été publié après The Story of the Malakand Field Force. Le livre s'est d'abord appelé Affairs of State. et a été publié sous forme de feuilleton par le  Macmillan's Magazine entre mai et décembre 1899. Le livre a été publié en février 1900 en Angleterre et en décembre 1899 aux États-Unis.

## Le contexte
Savrola, qui expose les conceptions politiques que Churchill n'abandonnera jamais, à égale distance de la tyrannie de droite et de la dictature du prolétariat, a été publié juste quatre ans après le classique Le Prisonnier de  Zenda d'Anthony Hope qui se déroule en Ruritanie. Dans une discussion entre Tiro, un officier de la garde républicaine, et Savrola, il reflète la vie d'une officier subalterne dans l'armée anglaise des Indes au temps de Churchill.  La politique et les institutions de Lauranie sont le reflet des valeurs de l'Angleterre du temps de Churchill. On a dit que le personnage de Molara semblait inspiré par Oliver Cromwell, contre lequel s'illustra son ancêtre et homonyme le capitaine Winston Churchill, mais Churchill a voué toute sa vie une grande admiration à Cromwell, pourfendeur de la monarchie de droit divin et champion des droits du parlement : c'est donc peu vraisemblable. L'implacable chef des révolutionnaires extrémistes est baptisé Karl : personne n'aura eu de mal à y reconnaître le père du marxisme, doctrine que Churchill a exécrée et combattue dès sa jeunesse. La capitale et sa vie sociale sont une miniature de Londres. Par exemple le bal de l'État suit l'étiquette en vigueur dans la société londonienne du temps de la jeunesse de Churchill.
L'héroïne de l'histoire, Lucile, semble avoir été inspirée par la mère de Churchill, Lady Randolph Churchill. Lucile est l'épouse du dictateur Molara, qu'elle abandonne pour Savrola, un personnage plus proche du caractère de Churchill. Savrola est : « véhément, grand et audacieux », le type d'homme « qui ne connaît le repos que dans l'action, le plaisir dans le danger, et qui trouve la paix  seulement dans la confusion [...] dont l'ambition est la force motrice à laquelle il ne peut pas résister ». Il est évident que Churchill aurait pu proclamer, à la Flaubert : "Savrola, c'est moi !" La nourrice du roman semble avoir été inspirée par Mrs Everest, la personne qui s'est occupée de lui durant sa jeunesse. Le livre est dédié aux officiers du IVth Hussars, le régiment de Churchill.
L'intrigue, qui met en scène un jeune héros intrépide, opposé à un dictateur marié à une femme dont le héros est épris, apparaît typiquement œdipienne, parue peu avant les écrits fondateurs de la psychanalyse (L'Interprétation des rêves de Sigmund Freud date de 1898). Présentant son ouvrage à sa grand-mère pour une première lecture, celle-ci aura un jugement lapidaire : « Il serait temps que tu fréquentes une femme ! ». 
Churchill ne s'aventurera plus dans la fiction, et l'anecdote veut qu'il en ait par la suite vivement déconseillé la lecture à ses amis.

## Éditions en français
-1re édition : Savrola : Roman inédit de Winston Churchill. Édition abrégée publiée en trois parties dans France Illustration en février-mars-avril 1948 (N°12-13-14). Aucun avertissement disant qu'il ne s'agit pas du texte intégral, aucune mention d'un nom de traducteur (le texte est de toute évidence tiré de celui de Judith Paley, à quelques rares mots près). Chaque fascicule comporte une très belle gravure en noir et blanc due à Lucien Boucher.
-2e édition. (Première intégrale) : Winston Churchill, Savrola : Roman. Traduit de l’anglais par Judith Paley. Monaco : Éditions du Rocher, août 1948. In-8° broché, 245 pages.
-3e édition. Ensemble de grand luxe à tirage limité (la plus belle édition d’un ouvrage de Churchill jamais publiée où que ce soit dans le monde – voir Richard M. Langworth, A Connoisseur’s Guide to the Books of Sir Winston Churchill. London : Brassey's, 1998, rubrique « Savrola », p.48-49). 
Winston S. Churchill, Savrola : Roman. Traduit de l’anglais par Judith Paley. Illustré par André Collot de bois gravés en couleurs et en noir. Monaco : À la voile Latine, 1950. In-4°, 277 [2] pages. Six parties séparées : corps de texte « en feuilles » [à faire relier] ; couverture papier titrée et décorée, rempliée sous protection de papier cristal amovible ; chemise cartonnée, dos titré ; étui carton recouvert de papier vergé ou "parchemin".
"L’illustration du roman de Winston S. Churchill due à André Collot lui a été inspirée par des paysages et des types méditerranéens. Elle a été gravée sur bois, en quatre couleurs par Bracons-Duplessis" (avant-dernière page, non numérotée)
"De cet ouvrage, achevé d’imprimer le 15 février 1950 […] il a été tiré 950 exemplaires. […] 900 exemplaires sur papier pur fil des papeteries Lafuma, de Voiron, numérotés de 51 à 950 […]" [Les autres étant hors-commerce] (dernière page, non numérotée). 
Quatre exemplaires sont connus avec en sus un portrait pleine page de Churchill en noir et blanc en frontispice (signé Collot et numéroté sur deux des quatre). L'un est resté "en feuilles", mais trois sont reliés à l'identique : plein maroquin fauve, tranches dorées, étui. Les quatre comportent en regard un fac-similé d'une lettre de remerciements adressée à Collot par Churchill, datée du 4 mai 1951. Deux des exemplaires reliés à l'identique se distinguent par un détail supplémentaire : le portrait de Churchill est signé au crayon "André Collot", avec à côté, toujours au crayon, les numéros 69/200 et 75/200. 
Un prospectus de lancement illustré et tiré sur papier de luxe trouvé dans un des exemplaires en feuilles donne les prix à l'époque de la parution. Les exemplaires "ordinaires" (N°51 à 900) coûtaient 8.000 francs, tandis que le N°1, "exemplaire unique ... avec douze dessins originaux" était proposé à 100.000 francs. À titre de comparaison, l'édition du Rocher brochée porte le prix de 240 francs sur la couverture arrière. Un timbre ou un journal local coûtait 15 francs au début des années 1950. 
Cette édition a fait l'objet en janvier 2019 d'un article illustré (en anglais) sur le site du Hillsdale College (Michigan):
Antoine Capet, "Savrola : Churchill’s Novel, and Its Most Beautiful Appearance"
https://winstonchurchill.hillsdale.edu/savrola-novel-monaco-edition/
-4e édition. Winston Churchill, Savrola : Roman. Traduit de l’anglais par Judith Paley. Préface de Pierre Assouline. Paris : Écriture, 2011. In-8° broché, 259 pages.
Sources :   collection personnelle ; mon édition du Rocher de 1948 a conservé sa bande publicitaire : "Une révélation ! Churchill romancier" ; pour l'édition À la voile Latine de 1950, exemplaires personnels no 76 (plein maroquin avec portrait numéroté 75 et lettre de Churchill), 166 et 255 (en feuilles sous étui papier vergé bleu pâle), 596 (plein maroquin avec portrait et lettre de Churchill), 826 (en feuilles sous étui papier "parchemin" avec liséré rouge).